# Funcionalisme estructural
El funcionalisme estructural és un sistema teòric d'anàlisi antropològica i sociològica orientat a l'estudi de les relacions entre l'activitat social i el sistema social. Desenvolupat principalment per Alfred Radcliffe-Brown, a Gran Bretanya, i Talcott Parsons, als Estats Units, aquesta escola d'anàlisi va dominar l'antropologia social en els països de llengua anglesa durant la primera part del segle xx.
Els treballs de camp dels funcionalistes estructurals es van fer principalment en societats poc desenvolupades tecnològicament, principalment africanes. Una de les crítiques principals va ser que els investigadors d'aquest corrent van eliminar tota referència a la influència del colonialisme en les societats preses com a model, i que a més resulta estàtic i no té en compte els canvis que s'hi produeixen. Com a resposta el funcionalisme estructural britànic s'acostà més als models proposats per l'antropologia marxista o l'anomenada teoria de l'acció.
Malgrat que hi ha moltes divergències teòriques entre els seus membres, tots mantenen la visió estable i harmònica de la societat que va presentar Radcliffe-Brown.

## Antecedents
Els antecedents del funcionalisme estructural es troben a les obres d'Émile Durkheim (funcionalisme sociològic) i Bronislaw Malinowski (funcionalisme psicològic). En concret, Durkheim es preguntava com era possible que les societats mantinguessin la seva estructura interna al llarg del temps i donava com a resposta per a les societats "primitives" una solidaritat mecànica; en canvi, les societats modernes serien mantingudes per la solidaritat de tipus orgànic (fa la metàfora d'un organisme viu on totes les parts funcionen juntes per mantenir el cos). Aquests punts es mantenen i es desenvolupen en el funcionalisme estructural.

## Punts bàsics
Radcliffe-Brown, seguint a Auguste Comte, creu que el nivell social està separat del biològic i de l'inorgànic, i que els fenòmens socials han de ser explicats dins d'aquest nivell social.
També, d'acord amb Malinowski, creuen que la família nuclear és la base de la societat.
No importa l'individu sinó el paper que té dins la societat. L'estructura social és la xarxa dels estatus individuals connectats pels papers associats.
La "funció" és la forma en què aquestes relacions socials i institucions contribueixen al funcionament estable i harmònic de la societat, concebuda com un tot complet que s'autoperpètua.